# 上武洋次郎
上武 洋次郎（うえたけ ようじろう、1943年1月12日 - ）は、日本のアマチュアレスリング選手。1964年東京五輪・1968年メキシコ五輪を制した選手のひとり。

## 経歴・人物
群馬県邑楽郡邑楽町出身。群馬県立館林高等学校時代にレスリングを始め、2年で国体、3年でインターハイを制覇。その後は早稲田大学に進学し、更に早大2年時に八田一朗の勧めでオクラホマ州立大学に留学して自らの技量向上を図った。
オクラホマ州立大学時代に、NCAAディビジョン1で3度優勝、最優秀選手にも2度選ばれ、通算57勝無敗の戦績を収めた。1964年に全日本レスリング選手権でフリースタイル・バンタム級で優勝、東京オリンピックの代表選手に選ばれ本番のオリンピックでも優勝した。その4年後の1968年メキシコシティーオリンピックでも優勝しオリンピック連覇を果たした。上武は現在まで日本の男子レスリング選手唯一の五輪連続優勝選手でもある。
現役引退後、1972年ミュンヘン五輪でコーチ、1976年モントリオール五輪では監督として日本代表を指導した。
婿入りで小幡洋次郎に名を改め、妻の実家の旅館業に携わり栃木県足利市と故郷館林でホテルを経営する一方で足利工業大学の理事、群馬県立館林高等学校レスリング部OB会会長も務めている。また、上武の名を冠した『上武洋次郎杯少年レスリング大会』が上武の故郷の邑楽町で毎年開催されるなどジュニア選手育成にも尽力している。
1980年に米国レスリング協会の殿堂入り。
2005年には故郷の邑楽町から名誉町民称号を授けられた。同年、国際レスリング連盟（FILA）の殿堂入りを果たした。2015年にオクラホマ州スポーツ殿堂入り。

## 獲得タイトル
- NCAAディビジョン1 王者（1964年、1965年、1966年）[5]